# Собор Святого Павла Креста
Собор Святого Павла Креста (болг. Катедрален храм "Свети Павел от Кръста"), Собор Русе — католический храм в городе Русе (Болгария), кафедральный собор епархии Никопола. Памятник архитектуры XIX века.

## История
Построен в 1890—1892 годах по проекту итальянского архитектора Валентино дель Антонио, освящён во имя святого Павла Креста, основателя пассионистов.
В 1907 году в соборе был установлен орган — первый на территории Болгарии.
В 1977 году орган был поврежден во время Бухарестского землетрясения, но к 2004 году он был полностью восстановлен.

## Описание
Расположенный недалеко от берега Дуная собор является редким примером архитектуры неоготики в Болгарии.
Интерьер украшен скульптурами и витражами.

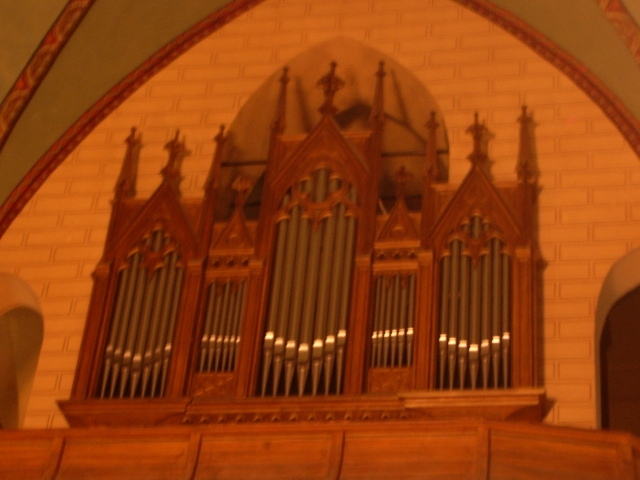
Орган собора